# Gaststätte Fraunhofer

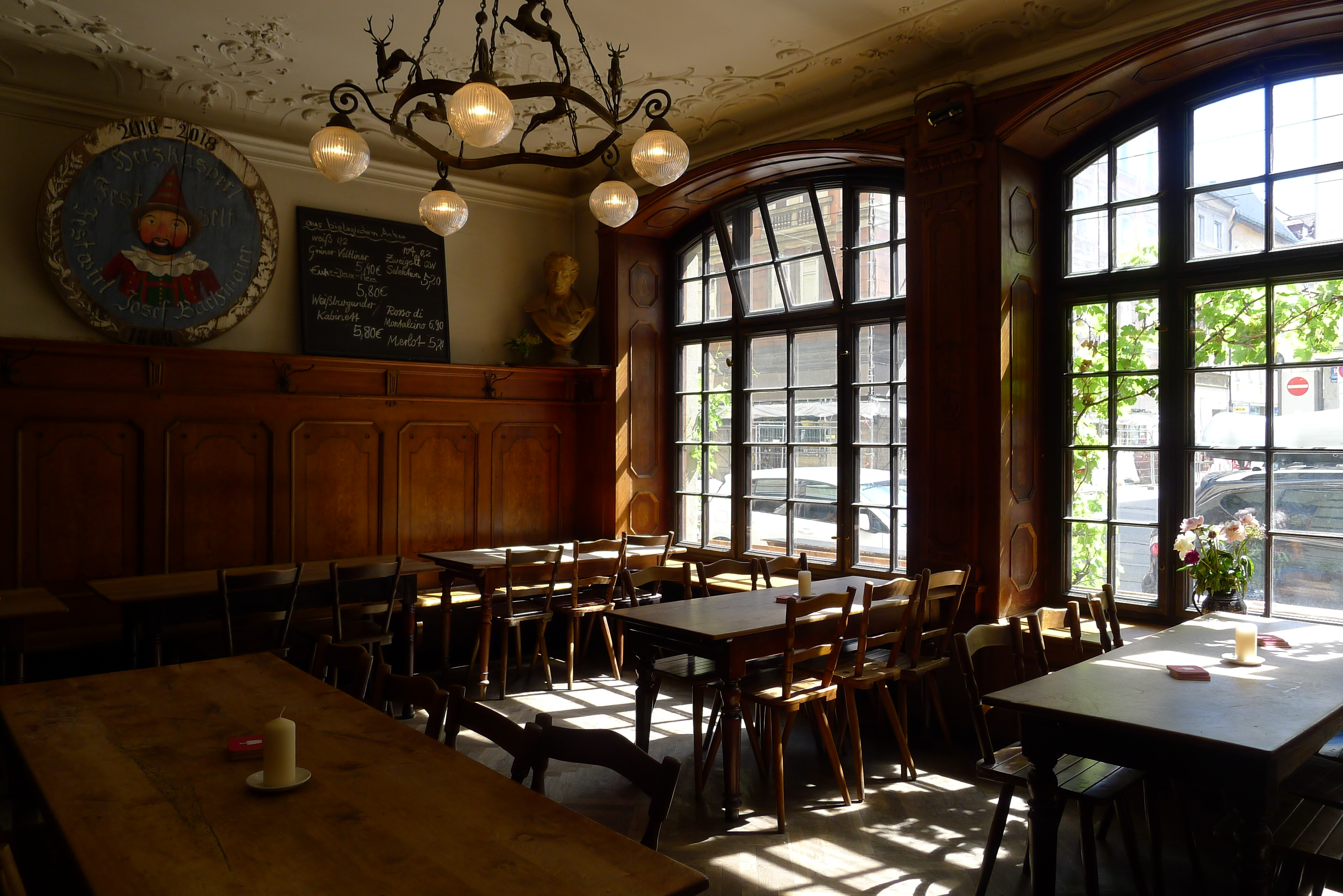
Innenansicht des „Fraunhofer“

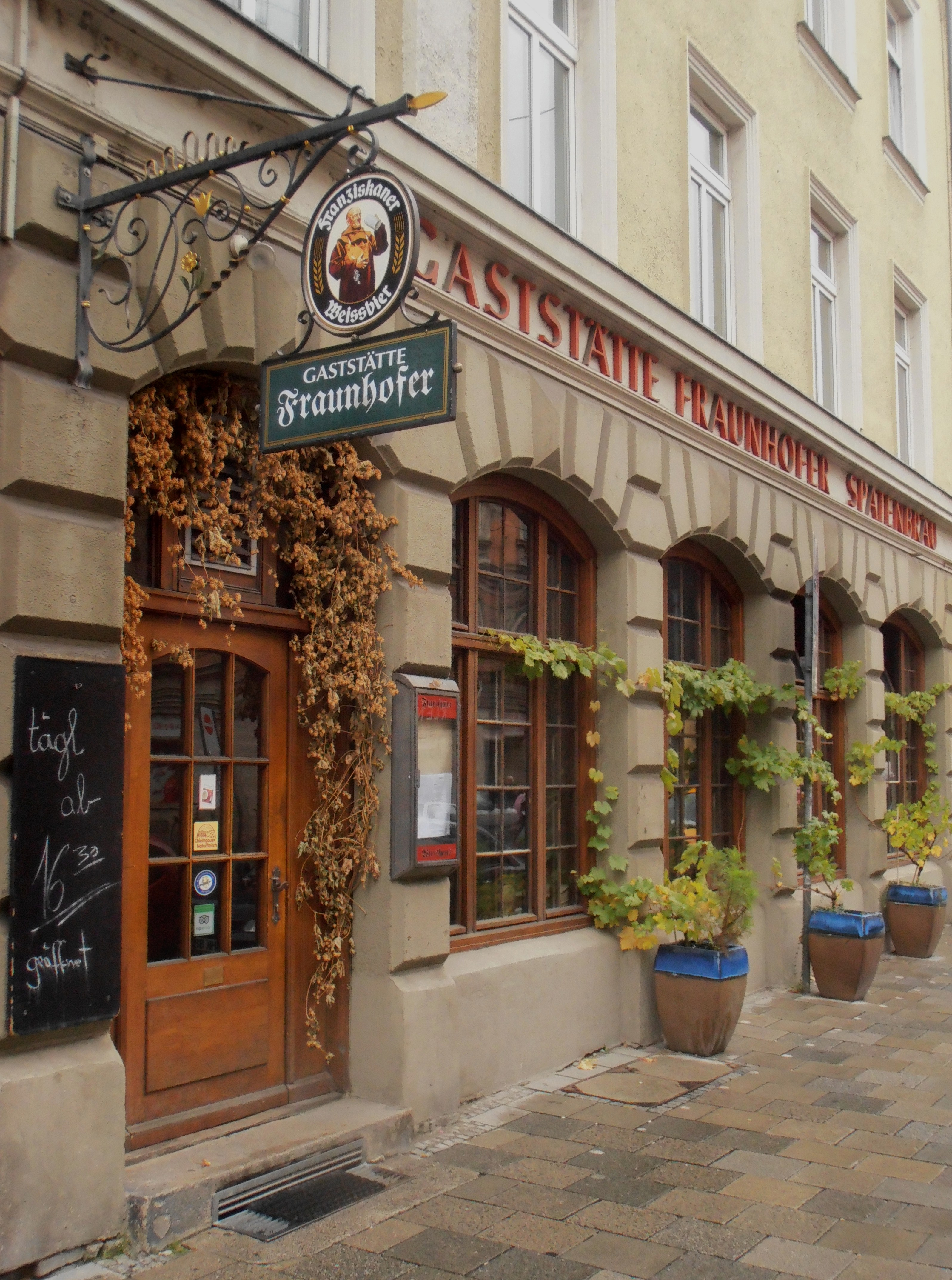
Gaststätte Fraunhofer

Die Gaststätte Fraunhofer, auch als Wirtshaus im Fraunhofer bekannt, ist eine Gaststätte in der Fraunhoferstraße 9 im Stadtteil Isarvorstadt in München. Die historistische Innenausstattung im Stil des Neubarocks ist weitgehend erhalten; das Gasthaus steht unter Denkmalschutz. Angeschlossen an die Gaststätte sind das Theater im Fraunhofer und das Werkstattkino.

## Denkmalschutz
Das Mietshaus und die Gaststätte Fraunhofer in der Fraunhoferstraße 9 stehen unter Denkmalschutz und sind unter dem Aktenzeichen D-1-62-000-1843 in der Denkmalliste des Bayerischen Landesamtes für Denkmalpflege erfasst. Zum Denkmal gehört unter demselben Aktenzeichen auch die Remise als ehemaliger Stall.

## Lage, Anwesen und Geschichte
Die Gaststätte Fraunhofer liegt in der gleichnamigen Straße in der Isarvorstadt, wo sie das ganze Erdgeschoss des Hauses Nr. 9 einnimmt; vier große Fenster liegen neben dem Eingang. Links neben der Gaststätte geht es zum angeschlossenen Theater.

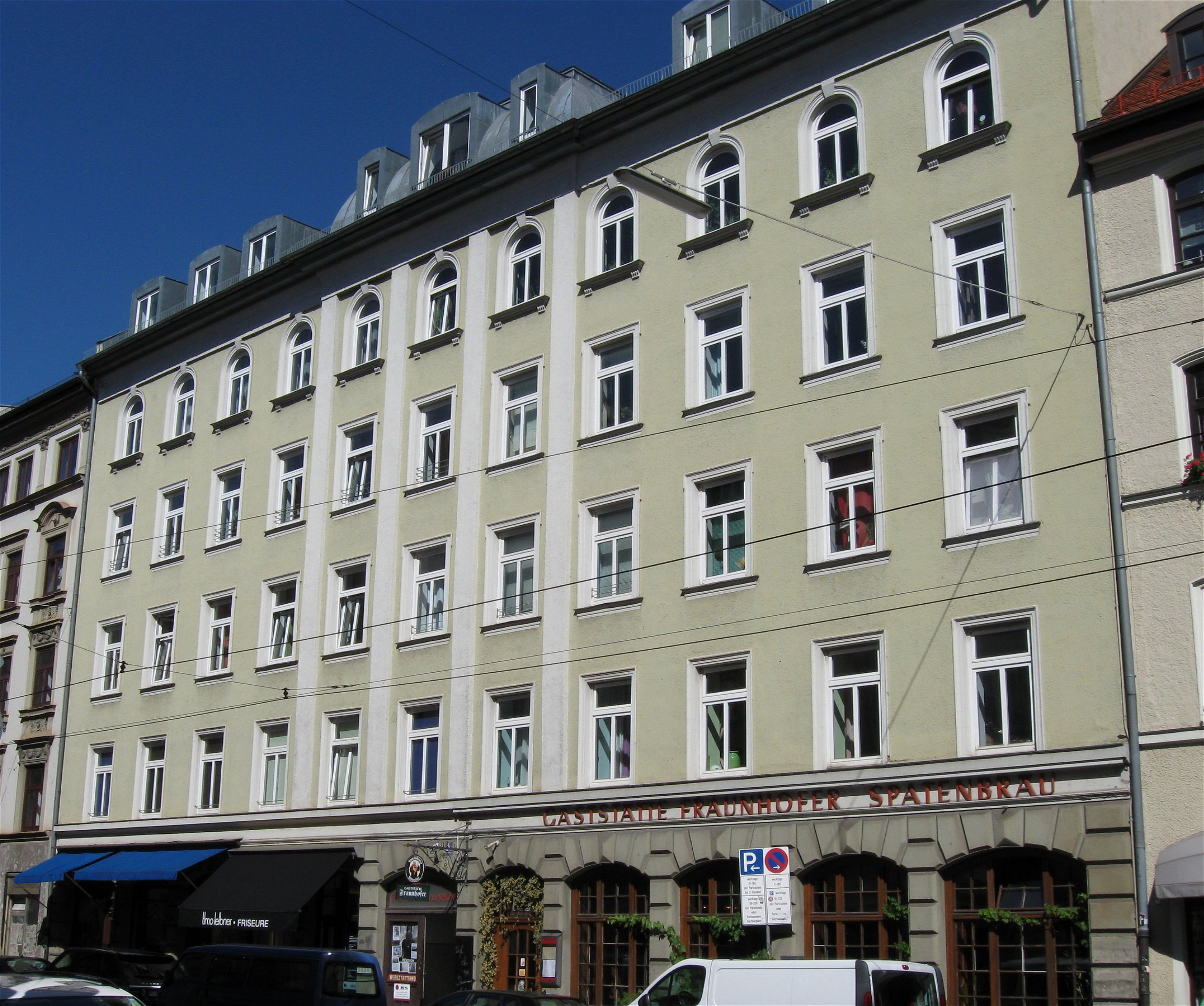
Haus Fraunhoferstr. 9

Die Geschichte der Gaststätte geht in das Jahr 1774 zurück. Bereits vor der Errichtung des heutigen Gebäudes gab es an gleicher Stelle ein Wirtshaus, mehrmals wechselte sein Besitzer. Das heutige Wohnhaus mit dem Gasthaus im Erdgeschoss war bei seiner Errichtung durch den Maurermeister Xaver Mayr und den Zimmermeister Stitzinger 1830 eines der ersten in der Fraunhoferstraße. Das ursprünglich klassizistische Gebäude wurde 1890 bis 1891 aufgestockt und von Thomas Steinbauer im Stil der Neurenaissance umgestaltet. Fünf Jahre später wurde das Gasthaus mit der noch heute bestehenden Innenausstattung grundlegend neu eingerichtet.
Eigentümerin des Gasthauses ist seit 1905 die Spatenbrauerei. Ab 1915 war zeitweise ein Raum dort für die Studentenverbindung Turonia reserviert. Die Hausnummer 9 erhielt das Anwesen erst im Jahr 1935, zuvor war es mit Nr. 1 und Nummer 5 bezeichnet. Im Zweiten Weltkrieg wurde das Haus beschädigt, die Fassade später in vereinfachter Form wiederhergestellt. Seit 1974 betreibt der Wirt Josef „Beppi“ Bachmaier die Gaststätte Fraunhofer. Seit 1976 besteht in der ehemaligen Kegelbahn des Wirtshauses das Münchner Werkstattkino.

## Innenraum und Ausstattung
Die Gaststätte ist in zwei rechtwinklig angeordnete Raumteile gegliedert; der vordere Teil verläuft entlang der Straßenfront. Ein kleiner Nebenraum, abgetrennt durch einen Korbbogen, schließt sich an den rückwärtigen Teil des Hauptraumes an.
Die fest eingebaute Innenausstattung von 1896 ist weitgehend erhalten; dies ist besonders bemerkenswert, da gerade die historistischen Stilrichtungen bald gering geschätzt und entsprechende Einbauten schnell durch modernere ersetzt wurden – dies gilt besonders in Großstädten, in denen der Publikumsgeschmack aufgrund erhöhter Konkurrenz verstärkten Einfluss hat. Tische und Stühle sind aus unbehandeltem Holz und passen zu den historischen Einbauten. Das Bautechnische Büro von Alois Barbist, das auch für die Umbauten der Rückgebäude verantwortlich zeichnete, schuf die historistische Ausgestaltung des Innenraumes im Stil des Neubarock.
Ein stuckverzierter Unterzug trennt die beiden Raumteile, er wird von einer polierten Marmorsäule getragen. Kunstvoll stuckverziert sind auch die in beiden Raumteilen umlaufenden Hohlkehlen und die Ecken der Decke. Die Wände sind umlaufend, die Raumteile verbindend etwa zweidrittelhoch vertäfelt, mit einer Gliederung in etwa halbmeterbreite Felder; dabei kamen unterschiedliche Hölzer zur Verwendung. An der Fensterseite erreicht die Vertäfelung Raumhöhe, die vier Segmentbogenfenster zur Straße sind durch geschnitzte Pilaster getrennt. Die Fensterzargen sind mit Intarsien geschmückt: Dargestellt sind Spielutensilien wie Würfel und Kartensymbole sowie Weinranken und Hopfendolden.
An der Westseite des straßenseitigen Raumteils liegt der hölzerne Windfang, an den sich die ebenfalls als hölzerner Einbau gestaltete Theke anschließt. Ebenfalls ein hölzerner Einbau in Raumhöhe ist die Durchreiche zur Küche. Über der eigentlichen Durchreiche in barockisierenden Formen ist ebenso bei den Toilettenzugängen im rückwärtigen Raumteil kurz unterhalb der Decke ein Ochsenauge durchgebrochen.

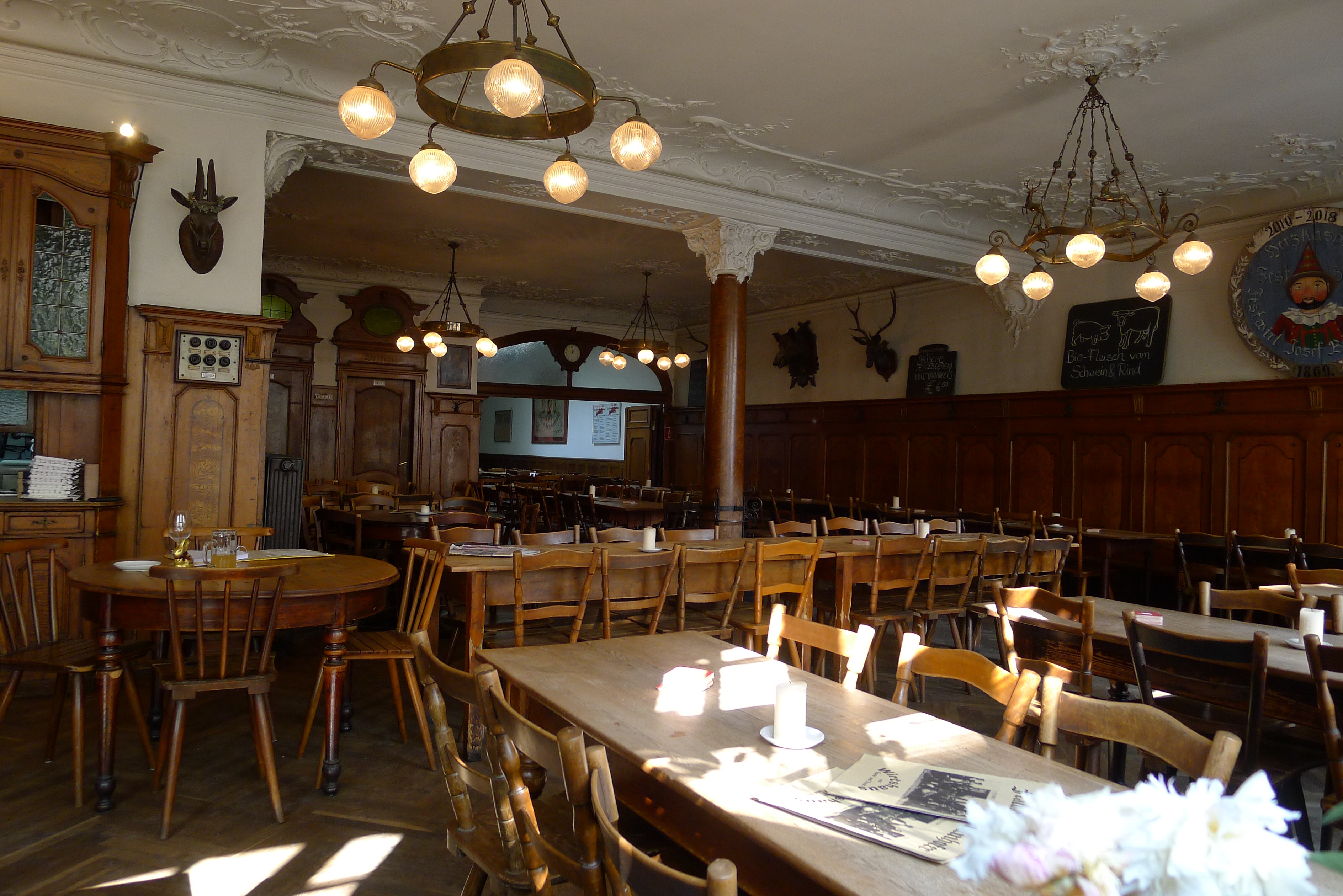
Gastraum
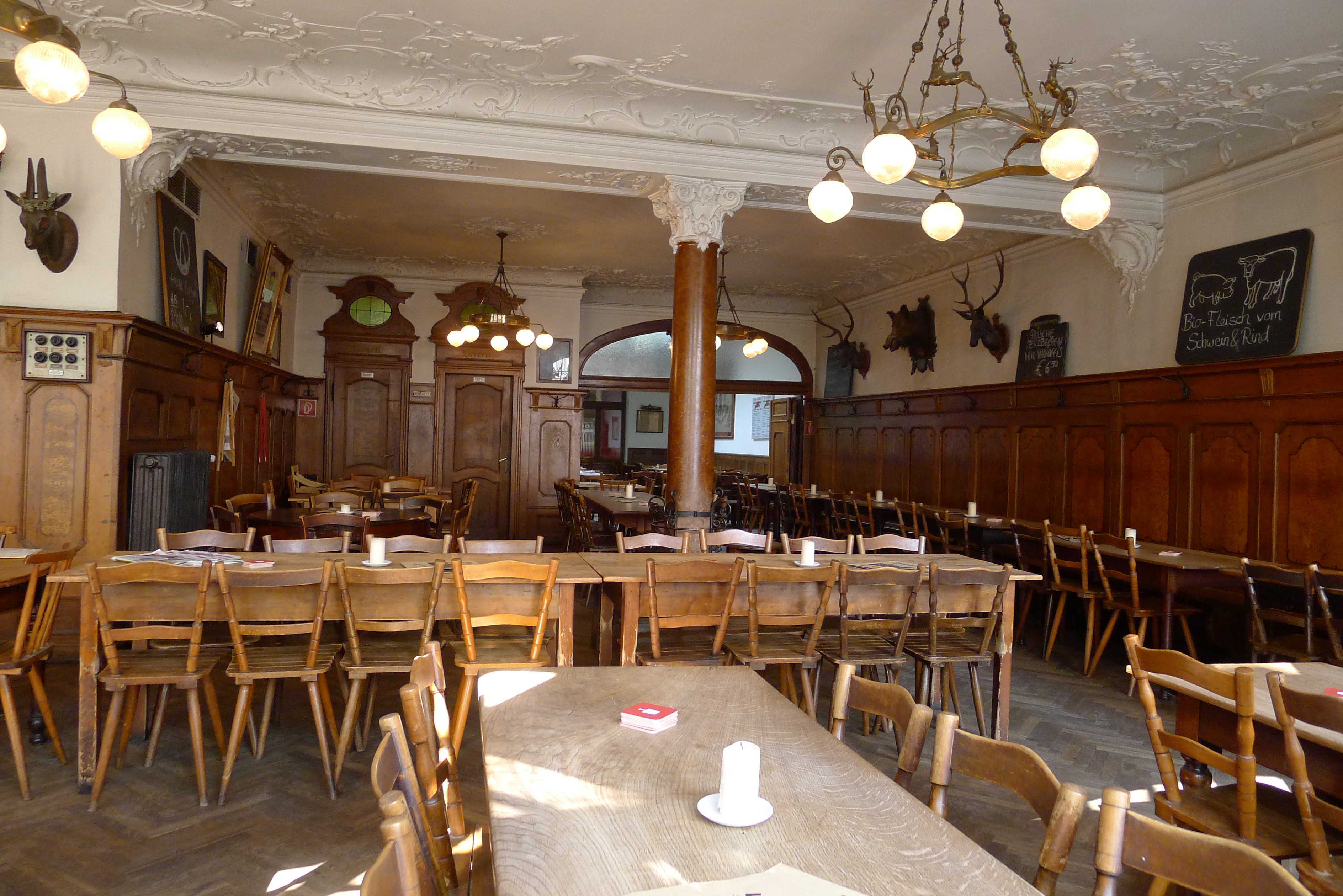
Historistische Innenausstattung
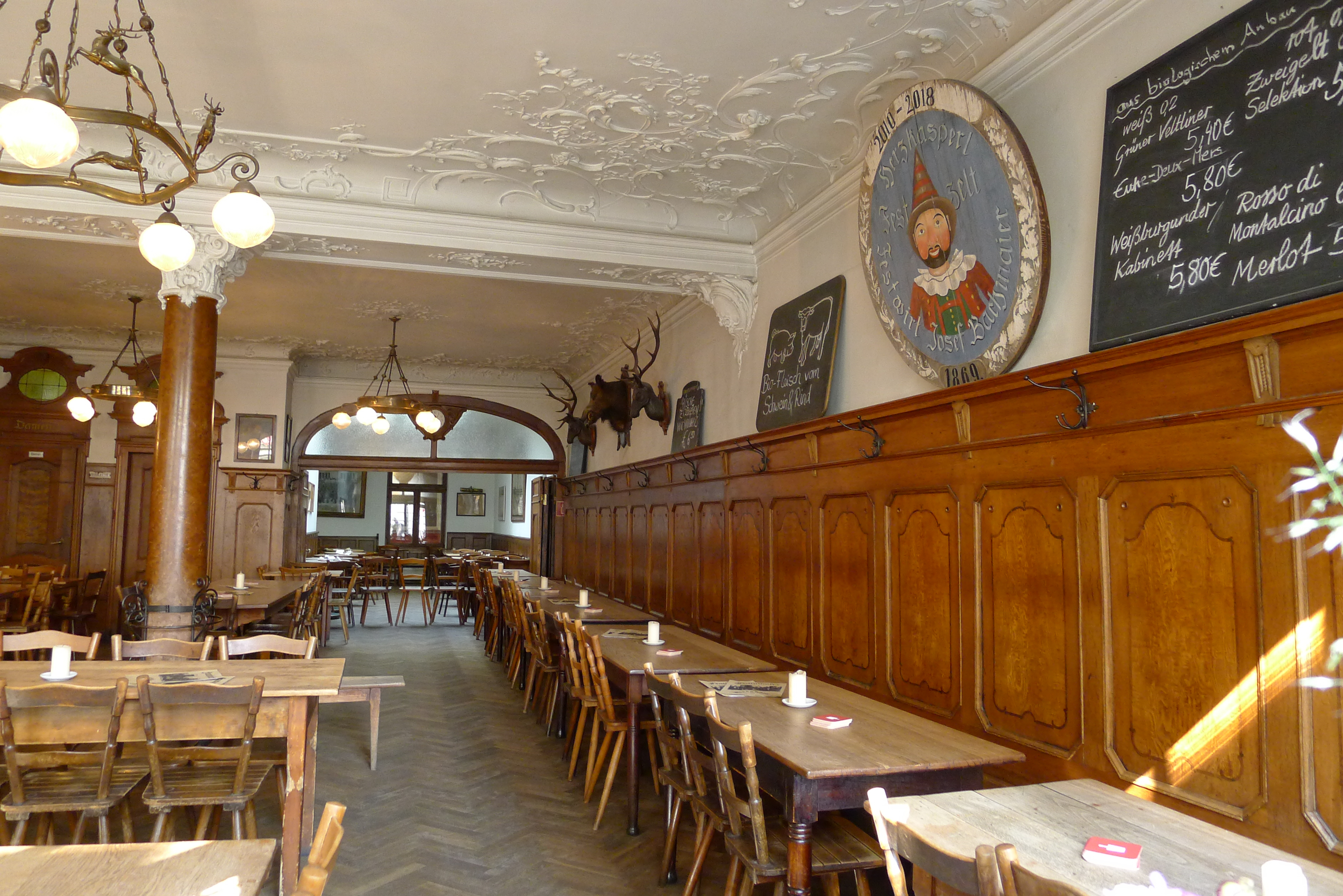
Blick zum Nebenraum

## Theater im Fraunhofer

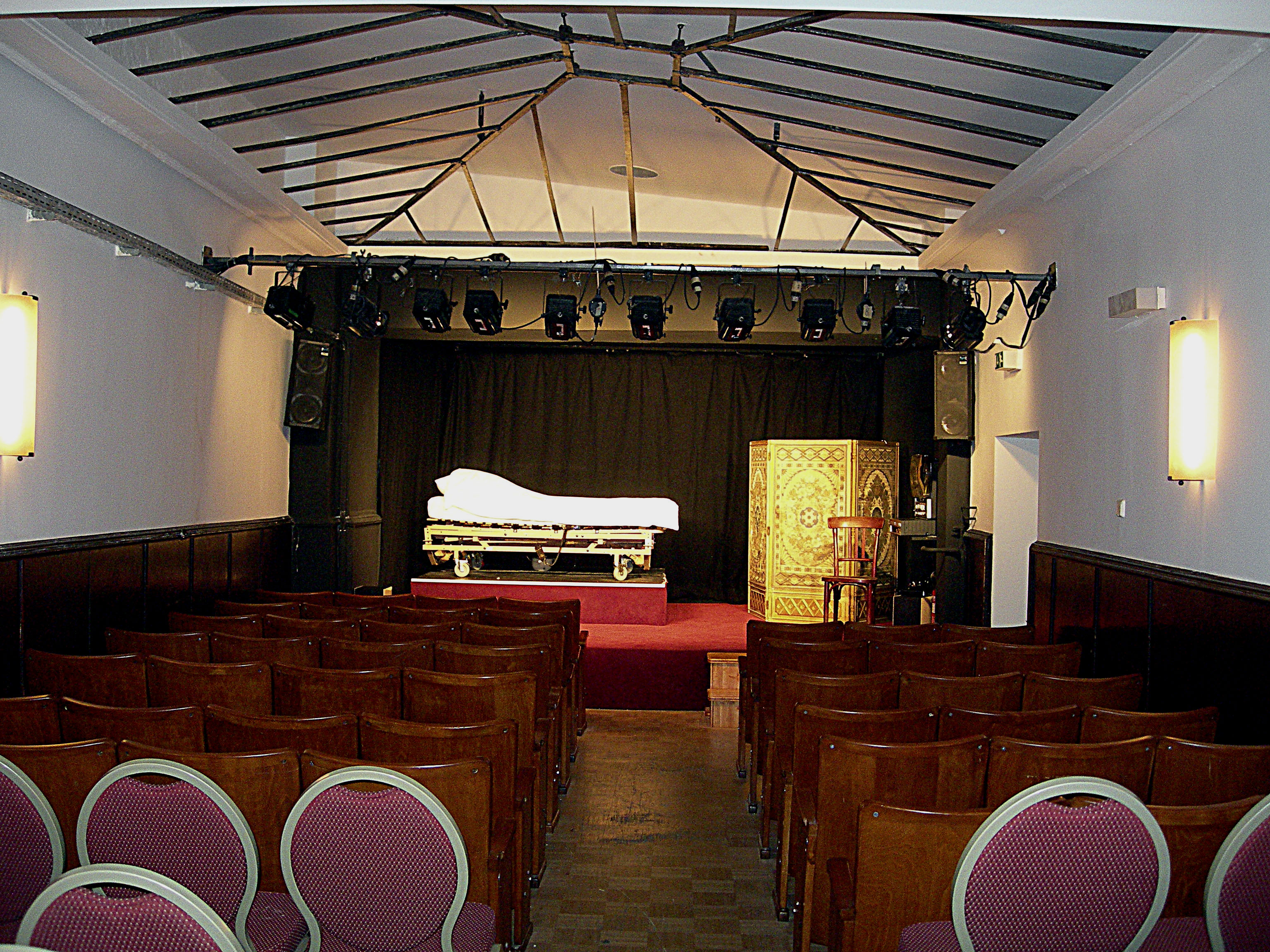
Theater im Fraunhofer

Seit 1974 ist der Gaststätte ein Theater für Kleinkunst angeschlossen, zu seinen Begründern gehören Werner Winkler und der Wirt des Gasthauses, "Beppi" Bachmaier, der vom Musikalischen Unterholz (MUH) kam. Das Theater vergibt alle zwei Jahre den Fraunhofer Volksmusikpreis; der Wettbewerb für alpenländische Nachwuchsmusikanten wird in Zusammenarbeit mit dem Münchner Kulturreferat durchgeführt.
Volksmusikpreis – Preisträger
- 2017 Tanzhausgeiger und Großstadt Boazn
- 2015 Oansno
- 2013 Catch-Pop String-Strong
- 2011 Opas Diandl
- 2009 Die Strottern
- 2008 Zwirbeldirn

## Werkstattkino

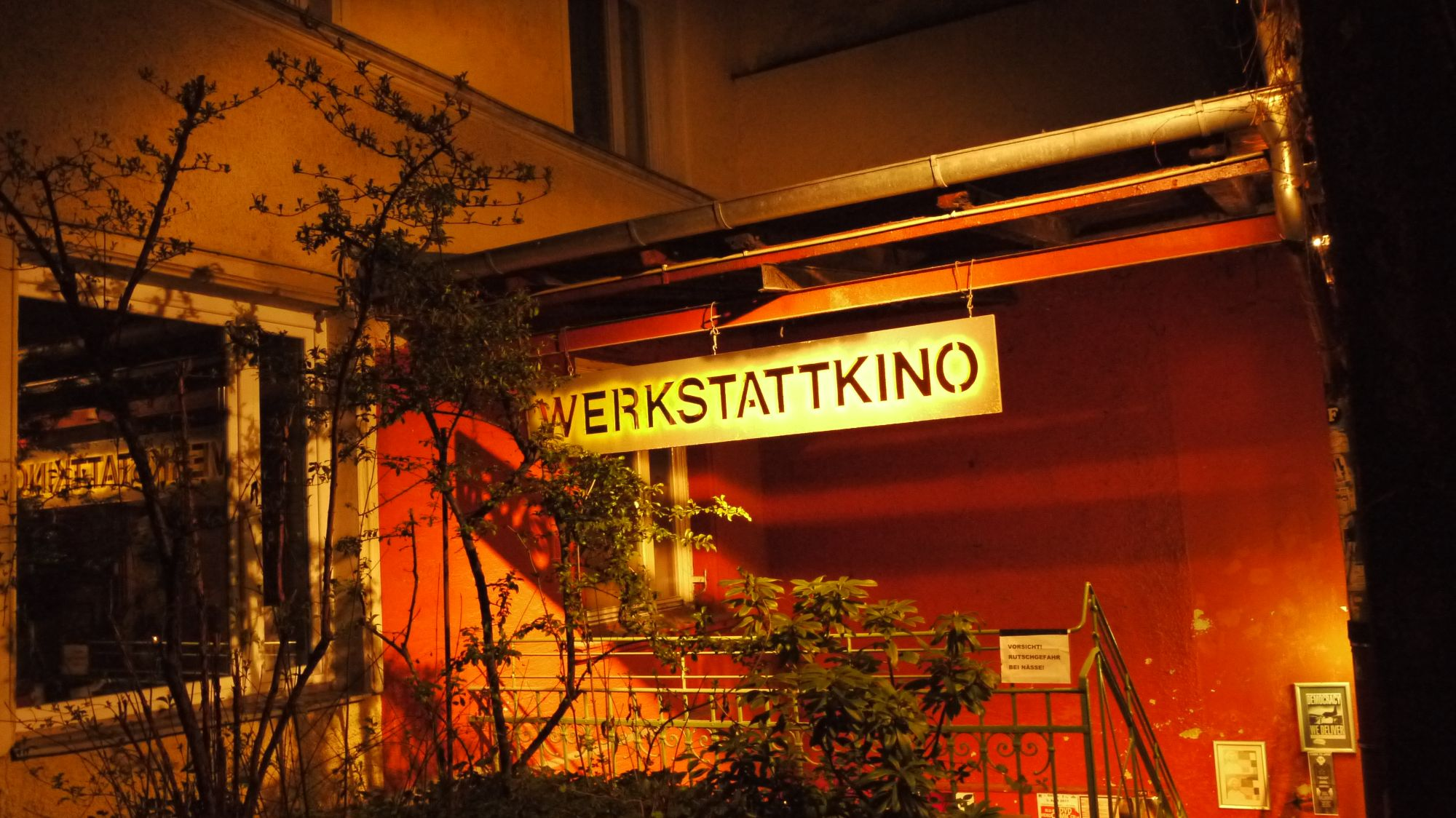
Werkstattkino, Eingangsbereich

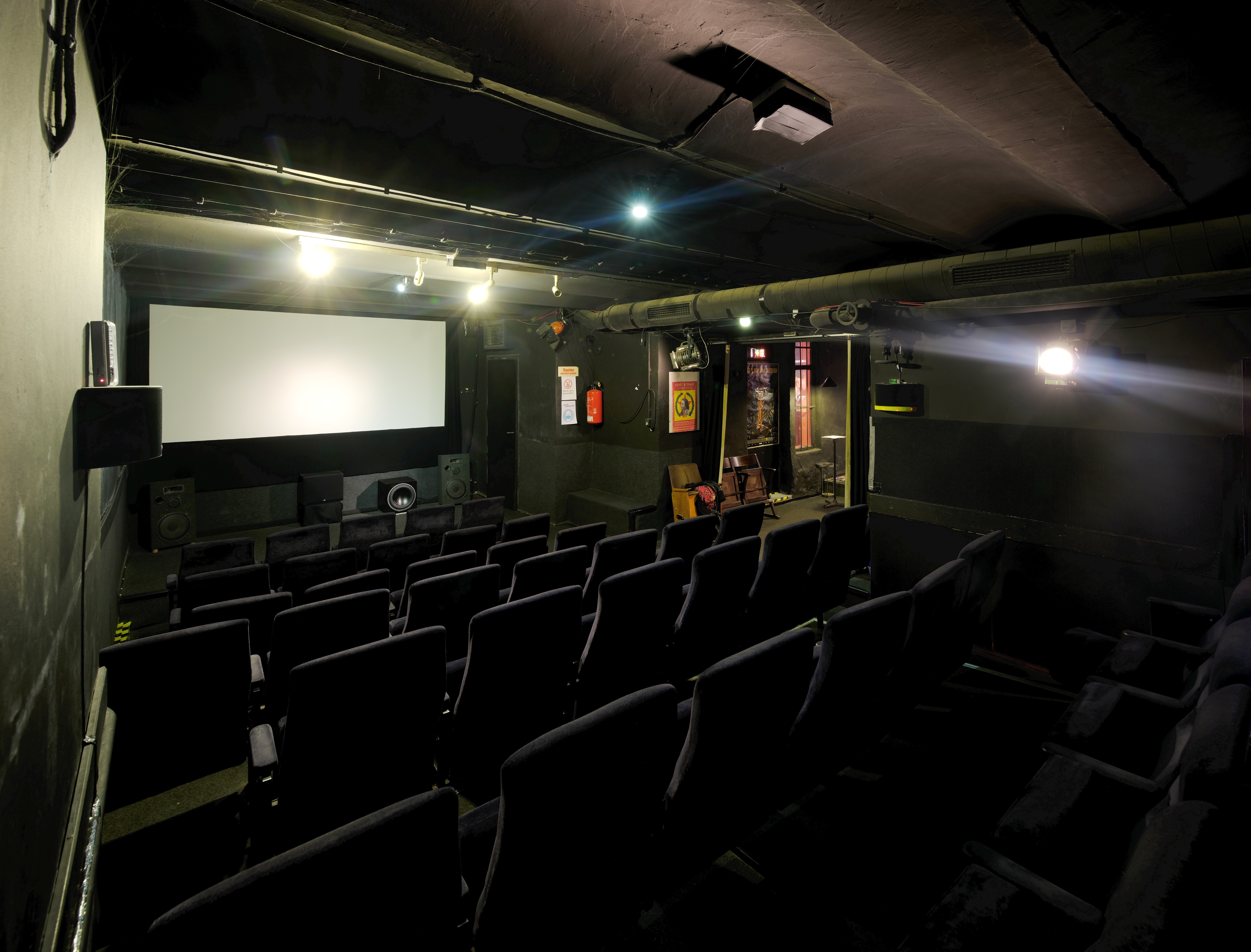
Der Kinosaal

In der ehemaligen Kegelbahn des Wirtshauses entstand kurz nach der Übernahme des Gasthauses durch Bachmaier die Idee eines alternativen Kinos. 1976 wurde der Werkstattkino e. V. gegründet. Als Vorführraum diente ein ehemaliger Nebenraum, in dem Kinomitgründer Rainer Pongratz noch bis 1977 neben dem Projektor wohnte, die Kegelbahn wurde Zuschauerraum. Das Programm entstand, indem jedes Vereinsmitglied in einer aushängenden Liste jeden beliebigen, ihm zugänglichen Film in freie Tage eintragen konnte. So entstand ein Kino für Abseitiges und Groteskes. Pornographie und Gewalt waren ein fester Teil des Programms, ebenso wie Dokumentationen und Autorenfilme aus aller Welt. Zum Kino gehört ein Filmarchiv und -verleih mit über 1000 Filmen, darunter das gesamte Werk von Jörg Buttgereit und die Punk-Doku Mia san dageng!. Zum Team des Kinos gehören heute der damalige Mitgründer Erich Wagner, der Ex-Punk Wolfgang Bihlmeir, die Autorin Doris Kuhn und der Underdox-Veranstalter Bernd Brehmer.
Programm des Werkstattkinos ist es bis heute, Filme zu zeigen, die woanders nicht zu sehen sind. Und die deutlich anders sind, als es die konventionellen Sehgewohnheiten tolerieren.
Im Werkstattkino finden u. a. das internationale Kurzfilmfestival Bunter Hund und seit 2006 das Festival für Dokument und Experiment, Underdox, statt, außerdem von 2014 bis 2019 das BDSM/Fetisch Filmfestival Nachtschatten.